# Laguna Parinacota (sjö i Chile, Región de Tarapacá, lat -19,25, long -69,00)
Laguna Parinacota är en sjö i Chile.   Den ligger i regionen Región de Tarapacá, i den norra delen av landet, 1 600 km norr om huvudstaden Santiago de Chile. Laguna Parinacota ligger 4 141 meter över havet. Arean är 0,91 kvadratkilometer. Den sträcker sig 1,5 kilometer i nord-sydlig riktning, och 1,7 kilometer i öst-västlig riktning.
Trakten runt Laguna Parinacota är ofruktbar med lite eller ingen växtlighet. Trakten runt Laguna Parinacota är nära nog obefolkad, med mindre än två invånare per kvadratkilometer.